# Anastasio V. Hinojosa
Anastasio V. Hinojosa är en ort i Mexiko.   Den ligger i kommunen Río Grande och delstaten Zacatecas, i den centrala delen av landet, 600 km nordväst om huvudstaden Mexico City. Anastasio V. Hinojosa ligger 2 011 meter över havet och antalet invånare är 356.
Terrängen runt Anastasio V. Hinojosa är lite kuperad. Runt Anastasio V. Hinojosa är det ganska glesbefolkat, med 34 invånare per kvadratkilometer. Närmaste större samhälle är Río Grande, 14,5 km nordväst om Anastasio V. Hinojosa. Omgivningarna runt Anastasio V. Hinojosa är i huvudsak ett öppet busklandskap.